# Браян Чінг
Браян Чінг (англ. Brian Ching, кит. спр. 程拜仁, піньїнь: Chéng Bàirén — Чен Байжень; 24 травня 1978, Галейва, Гаваї) — американський футболіст, який виступав на позиції нападника. Протягом дванадцяти років грав в MLS, а також протягом восьми років виступав за збірну США. Завершив кар'єру гравця 13 грудня 2013 року, зігравши прощальний матч за «Х'юстон Динамо». В даний час — керуючий директор жіночої команди «Х'юстон Деш».
Професійна кар'єра Чінга почалася у 2001 році, коли на СуперДрафті MLS, він був обраний під загальним 16-м номером командою «Лос-Анджелес Гелексі», що у свою чергу зробило його першим випускником університету Гонзагі, а також першим гавайцем, обраним на драфті MLS. Незабаром після того як він разом з клубом виграв Відкритий кубок США, він став вільним агентом і почав грати за команду з Другого дивізіону «Сіетл Саундерз». У перший дивізіон повернувся у 2003 році, будучи обраним командою «Сан-Хосе Ерсквейкс». C цим клубом виграв Кубок MLS і MLS Supporters' Shield, а також зібрав безліч індивідуальних нагород, включаючи: MLS Comeback Player of the Year Award, Золотий бутс MLS (вручається найкращому бомбардирові року), і потрапив в символічну збірну сезону MLS 2004.
У 2006 році Чінг переїхав в Х'юстон, після того як «Ерсквейкс» стали «Х'юстон Динамо». Чінг привів команду до перемог в Кубку MLS у 2006 і 2007 роках, а також до чотирьох фіналів MLS в цілому. У 2013 році, шестиразовий учасник матчу всіх зірок MLS, завершив кар'єру гравця, залишившись при цьому найкращим бомбардиром «Х'юстон Динамо» за весь час.
За національну збірну Чінг дебютував 26 травня 2003 року, ставши першим уродженцем Гавайських островів, який зіграв за збірну. Також став першим гавайцем, який був викликаний в збірну для участі у чемпіонаті світу 2006 року, хоча, так жодного разу і не з'явився на полі. Його єдиною нагородою у збірній стало золото, вигране на Золотому кубку КОНКАКАФ 2007 року. Поза полем, Чінг став надійною опорою для громади Х'юстона, де він разом із Habitat for Humanity займається будівництвом доступного житла для бідних сімей в місті. Допомогу у зборі коштів здійснює його власна програма, яка називається «Будинок, який побудував Чінг».

## Раннє життя
Браян народився 24 травня 1978 року в родині Френсіса Чінга і Стефані Велен. Коли Чінгу було три роки, його батько помер від раку. Таким чином, його мати самотужки виховала Браяна і двох його братів. Почав грати у футбол у віці 7 років, погодившись на те, щоб його мати була тренером.
Чінг відвідував школу Kamehameha Schools Kapālama High School в Гонолулу, де грав за шкільну команду з футболу в молодших і старших класах. Під час свого останнього шкільного року (senior year) був названий найціннішим гравцем (MVP) шкільної спортивної ліги серед приватних шкіл в Гонолулу (Interscholastic League of Honolulu), забивши 14 голів і віддав 6 результативних передач.
У період з 1998 по 1999 рік виступав за місцеву команду «Спокан Шедоу».

## Клубна кар'єра
У 2001 році був обраний під 16-м номером на драфті MLS командою «Лос-Анджелес Гелексі», ставши першим гавайцем, обраним на Супердрафті MLS. У тому ж році в складі «Гелаксі» зіграв 8 матчів і забив один гол. У 2002 році Браян покинув «Гелаксі» і підписав контракт з «Сіетл Саундерз», в якому провів кілька ігор сезону 2001 року на правах оренди. Під час виступу за «Саундерс» посів підсумкове друге місце в суперечці найкращих бомбардирів, а також увійшов до списку найкращих гравців того сезону.
У лютому 2003 року Браян був придбаний клубом «Сан-Хосе Ерсквейкс». Перед початком сезону, тодішній лідер атак команди Двейн Де Розаріо отримав травму коліна, внаслідок чого Браян був висунутий на роль основного форварда. Чінг успішно справлявся з цією роллю до серпня, поки не отримав розрив ахіллового сухожилля, в результаті чого пропустив залишок сезону. У 2004 році він відновився від травми, і знову почав грати і забивати, у підсумку ставши найкращим бомбардиром (разом з Едді Джонсоном), забивши 12 голів. Чінг став володарем нагороди MLS Comeback Player of the Year Award, а також увійшов у символічну збірну того сезону.

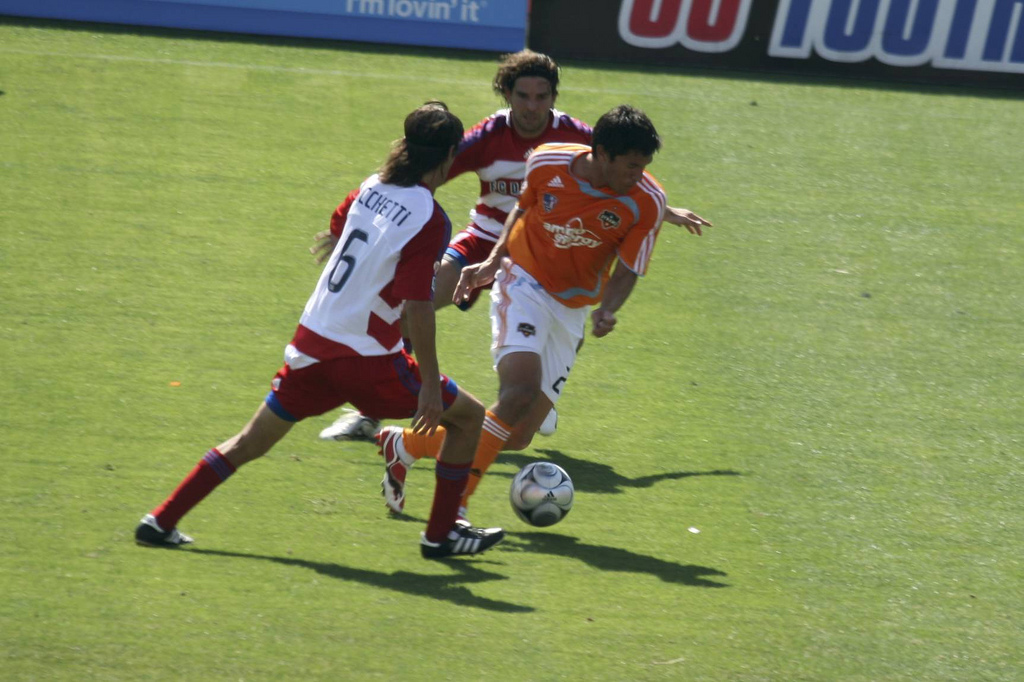
Браян Чінг (праворуч) у формі «Х'юстон Динамо». 2008 рік.

Поряд з іншими партнерами по команді, Чінг перейшов в «Х'юстон Динамо» перед початком сезону 2006. Він оформив покер у першому ж матчі за команду. Це сталося 2 квітня у грі проти «Колорадо Рапідз». Таким чином він став сьомим гравцем в історії MLS, якому вдалося забити чотири голи в одній грі. У Кубку сезону MLS 2006 Чінг забив гол на 114-й хвилині, згодом у серії післяматчевих пенальті забив гол, який у підсумку виявився переможним у матчі проти «Нью-Інгленд Революшн». Він також був названий найціннішим гравцем турніру. 30 вересня 2006 року забив гол ударом через себе в матчі проти «Ді Сі Юнайтед». В результаті цей гол був визнаний найкращим голом року в MLS.
У липні 2009 року Чінг був оштрафований на 500 доларів за його коментарі з приводу суддівства у грі з «Сіетл Саундерс» (Чінг участі в грі не брав, оскільки виступав за збірну на Золотому кубку КОНКАКАФ 2009). Цей матч «Х'юстон Динамо» програли з рахунком 1-2. На своїй персональній сторінці в Twitter Чінг назвав рефері посміховиськом і мухлевщиком за те, що той зарахував гол Фреді Монтеро, хоча, на його думку, м'яч не перетнув лінію воріт.
Чінг веде власну передачу на клубному телеканалі Houston TV, яка називається Kickin' It with Brian Ching, де він дає поради як стати хорошим футболістом, а також чому ви повинні потоваришувати з StairMaster (обладнання для фітнесу).
У 2011 році Брайан Чінг був виставлений на розширений драфт, де його вибрала команда «Монреаль Імпакт». Однак 16 лютого 2012 року він був проданий назад в Х'юстон, будучи обраним у першому раунді на Супердрафті MLS 2013 року. 2 березня 2013 року Чінг зіграв свій перший матч. «Х'юстон» виграв цей матч з рахунком 2:0, перегравши «Ді Сі Юнайтед». Також взяв участь в одній з гольових атак. 13 грудня 2013 року завершив кар'єру гравця. У той же день відбувся його прощальний матч за «Х'юстон Динамо».

## Міжнародна кар'єра

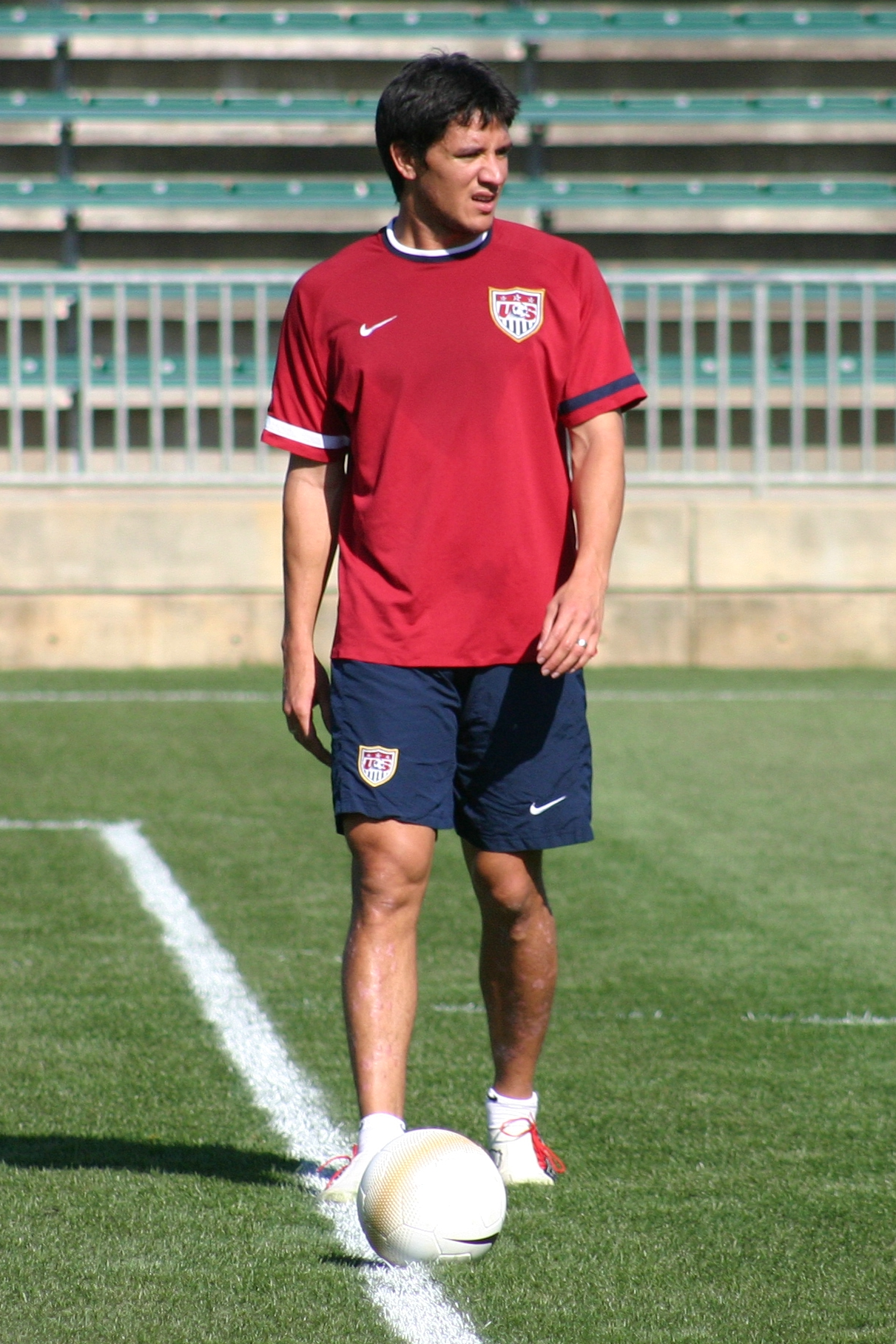
Браян Чінг у складі збірної США. 10 квітня 2006 року.

Чінг зіграв свій перший матч за збірну США 26 травня 2003 року проти Уельсу. Він став першим гавайцем і другим китайцем (після Марка Чанга) в історії збірної. Свій перший гол за збірну забив 18 серпня 2004 року в Кінгстоні на 89-й хвилині матчу проти Ямайки у відбірковому раунді ЧС-2006, принісши своїй команді нічию.
2 травня 2006 року Чінг потрапив у список гравців, які приїхали в складі збірної на чемпіонат світу 2006 року в Німеччині, але в підсумку так і не з'явився на полі в жодному з матчів.
9 червня 2007 року на Золотому кубку КОНКАКАФ він забив гол за США в матчі проти Тринідаду і Тобаго, в результаті американці виграли з рахунком 2-0. У фіналі Золотого кубка КОНКАКАФ, в матчі проти Мексики, він заробив пенальті у другому таймі, який реалізував Лендон Донован. США виграли цей матч з рахунком 2-1, переможний гол забив Бенні Фейлгабер.
Чінг був викликаний до збірної США на матч з Барбадосом у другому раунді відбіркового турніру до чемпіонату світу 2010 року. США виграли цей матч з рахунком 8:0. Чінг забив 2 м'ячі, а для США ця перемога стала найбільшою в історії збірної.
11 травня 2010 року Чінг потрапив у розширений склад збірної США на чемпіонат світу з футболу у Південній Африці, але в кінцевому рахунку не потрапив в остаточний склад з 23-х осіб.

### Голи за збірну
| №   | Дата            | Місце проведення                       | Опонент           | Рахунок | Результат | Турнір                      |
| --- | --------------- | -------------------------------------- | ----------------- | ------- | --------- | --------------------------- |
| 01. | 18 серпня 2004  | Індепенденс Парк, Кінгстон, Ямайка     | Ямайка            | 1 — 1   | 1 — 1     | Кваліфікація до ЧС-2006     |
| 02. | 9 жовтня 2004   | Жилетт Стедіум, Фоксборо, США          | Сальвадор         | 1 — 0   | 2 — 0     | Кваліфікація до ЧС-2006     |
| 03. | 19 лютого 2006  | Піцца-Хат-Парк, Фріско, США            | Гватемала         | 2 — 0   | 4 — 0     | Товариський матч            |
| 04. | 26 березня 2006 | Клівленд Браунс Стедиум, Клівленд, США | Венесуела         | 1 — 0   | 2 — 0     | Товариський матч            |
| 05. | 9 червня 2007   | Хоум Депот Центр, Карсон, США          | Тринідад і Тобаго | 2 — 0   | 2 — 0     | Золотий кубок КОНКАКАФ 2007 |
| 06. | 15 червня 2008  | Хоум Депот Центр, Карсон, США          | Барбадос          | 3 — 0   | 8 — 0     | Кваліфікація до ЧС-2010     |
| 07. | 15 червня 2008  | Хоум Депот Центр, Карсон, США          | Барбадос          | 8 — 0   | 8 — 0     | Кваліфікація до ЧС-2010     |
| 08. | 10 вересня 2008 | Тойота Парк, Бриджвью, США             | Тринідад і Тобаго | 2 — 0   | 3 — 0     | Кваліфікація до ЧС-2010     |
| 09. | 21 червня 2008  | РФК Стедіум, Вашингтон, США            | Куба              | 4 — 1   | 6 — 1     | Кваліфікація до ЧС-2010     |
| 10. | 8 липня 2009    | РФК Стедіум, Вашингтон, США            | Гондурас          | 2 — 0   | 2 — 0     | Золотий кубок КОНКАКАФ 2009 |
| 11. | 24 лютого 2010  | Реймонд Джеймс Стедіум, Тампа, США     | Сальвадор         | 1 — 1   | 2 — 1     | Товариський матч            |

## Досягнення

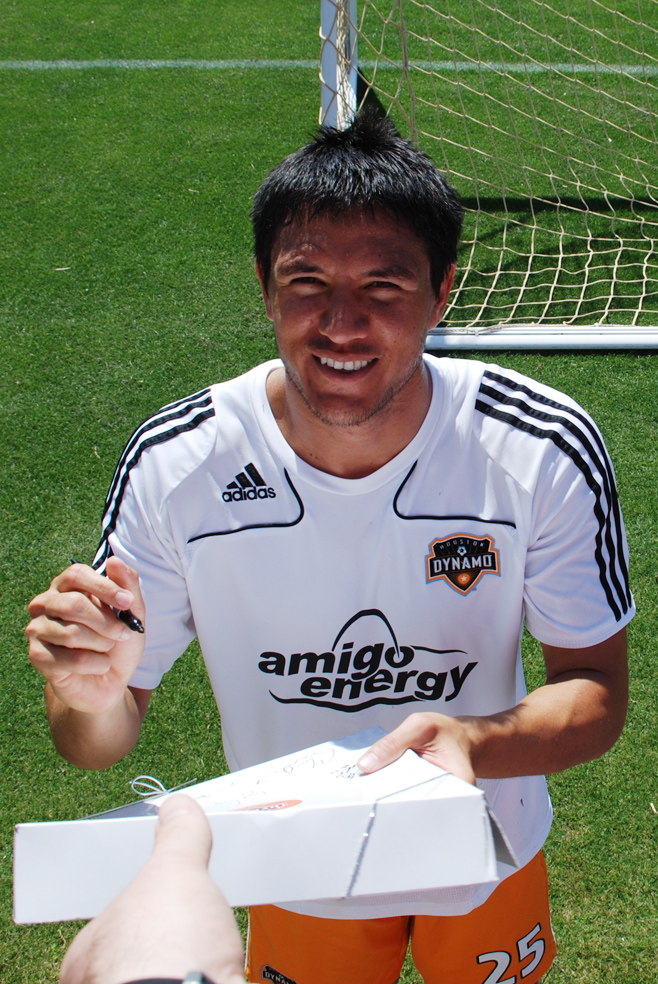
Браян Чінг роздає автографи фанатам «Х'юстон Динамо». 2008 рік.

### Командні
«Лос-Анджелес Гелексі»
- Володар Кубка США: 2001
- Переможець Чемпіонату Західної Конференції: 2001

«Сіетл Саундерс»
- Володар Кубка Комісарів А-Ліги: 2002

«Сан-Хосе Ерсквейкс»
- Володар Кубка MLS: 2003
- Володар MLS Supporters' Shield: 2005
- Переможець Чемпіонату Західної Конференції: 2003

«Х'юстон Динамо»
- Володар Кубка MLS (2): 2006, 2007
- Переможець Чемпіонату Західної Конференції (2): 2006, 2007
- Переможець Чемпіонату Східної Конференції (2): 2011, 2012

Збірна США
- Володар Золотого кубка КОНКАКАФ: 2007
- Срібний призер Золотого кубка КОНКАКАФ: 2009

### Особисті
- Учасник матчу всіх зірок MLS (6): 2004, 2006, 2007, 2008, 2009, 2010
- Учасник символічної збірної MLS: 2004
- Переможець у номінації Повернення року MLS: 2004
- Володар Золотої бутси MLS: 2004
- Переможець у номінації Кращий гол року MLS: 2006
- Найцінніший гравець Кубка MLS: 2006
- Найцінніший гравець «Сан-Хосе Ерсквейкс»: 2004
- Найцінніший гравець «Х'юстон Динамо»: 2008
- Володар Золотої бутси «Х'юстон Динамо» (3): 2008, 2009, 2010
- Учасник залу слави Західної Конференції: 2011

## Статистика
Станом на 18 грудня 2013
| Клуб                 | Сезон             | Ліга | Ліга | Ліга     | Плей-оф | Плей-оф | Плей-оф  | Кубок | Кубок | Кубок    | Континентальні | Континентальні | Континентальні | Всього | Всього | Всього   |
| Клуб                 | Сезон             | Ігри | Голи | Передачі | Ігри    | Голи    | Передачі | Ігри  | Голи  | Передачі | Ігри           | Голи           | Передачі       | Ігри   | Голи   | Передачі |
| -------------------- | ----------------- | ---- | ---- | -------- | ------- | ------- | -------- | ----- | ----- | -------- | -------------- | -------------- | -------------- | ------ | ------ | -------- |
| Лос-Анджелес Гелексі | 2001              | 8    | 1    | 1        | 2       | 0       | 0        | 2     | 0     | 1        | —              | —              | —              | 12     | 1      | 2        |
| Лос-Анджелес Гелексі | Всього            | 8    | 1    | 1        | 2       | 0       | 0        | 2     | 0     | 1        | 0              | 0              | 0              | 12     | 1      | 2        |
| Сіетл Саундерз       | 2001 (оренда)     | 6    | 3    | 1        | —       | —       | —        | —     | —     | —        | —              | —              | —              | 6      | 3      | 1        |
| Сіетл Саундерз       | 2002              | 25   | 16   | 8        | 2       | 0       | 0        | 2     | 1     | 0        | —              | —              | —              | 29     | 17     | 8        |
| Сіетл Саундерз       | Всього            | 31   | 19   | 9        | 2       | 0       | 0        | 2     | 1     | 0        | 0              | 0              | 0              | 35     | 20     | 9        |
| Сан-Хосе Ерсквейкс   | 2003              | 15   | 6    | 2        | 0       | 0       | 0        | 1     | 0     | 0        | 2              | 1              | 0              | 18     | 7      | 2        |
| Сан-Хосе Ерсквейкс   | 2004              | 25   | 12   | 4        | 2       | 0       | 0        | 3     | 1     | 1        | 2              | 0              | 0              | 32     | 13     | 5        |
| Сан-Хосе Ерсквейкс   | 2005              | 16   | 7    | 5        | 2       | 1       | 0        | 0     | 0     | 0        | —              | —              | —              | 18     | 8      | 5        |
| Сан-Хосе Ерсквейкс   | Всього            | 56   | 25   | 11       | 4       | 1       | 0        | 4     | 1     | 1        | 4              | 1              | 0              | 68     | 28     | 12       |
| Х'юстон Динамо       | 2006              | 21   | 11   | 2        | 4       | 3       | 0        | 1     | 0     | 0        | —              | —              | —              | 26     | 14     | 2        |
| Х'юстон Динамо       | 2007              | 20   | 7    | 2        | 3       | 2       | 1        | 0     | 0     | 0        | 3              | 2              | 0              | 26     | 11     | 3        |
| Х'юстон Динамо       | 2008              | 25   | 13   | 5        | 2       | 0       | 0        | 0     | 0     | 0        | 6              | 1              | 0              | 33     | 14     | 5        |
| Х'юстон Динамо       | 2009              | 19   | 8    | 3        | 3       | 1       | 0        | 0     | 0     | 0        | 7              | 1              | 1              | 29     | 10     | 4        |
| Х'юстон Динамо       | 2010              | 20   | 7    | 3        | —       | —       | —        | 0     | 0     | 0        | —              | —              | —              | 20     | 7      | 3        |
| Х'юстон Динамо       | 2011              | 20   | 5    | 1        | 4       | 1       | 1        | 0     | 0     | 0        | —              | —              | —              | 24     | 6      | 2        |
| Х'юстон Динамо       | 2012              | 30   | 5    | 5        | 4       | 0       | 0        | 0     | 0     | 0        | 3              | 1              | 0              | 37     | 6      | 5        |
| Х'юстон Динамо       | 2013              | 14   | 0    | 1        | 0       | 0       | 0        | 2     | 0     | 0        | 3              | 0              | 0              | 19     | 0      | 0        |
| Х'юстон Динамо       | Всього            | 169  | 56   | 22       | 20      | 7       | 2        | 3     | 0     | 0        | 22             | 5              | 1              | 214    | 68     | 24       |
| Всього за кар'єру    | Всього за кар'єру | 264  | 101  | 43       | 28      | 8       | 2        | 11    | 2     | 2        | 26             | 6              | 1              | 329    | 117    | 47       |

1. ↑  Включає MLS и А-лігу
2. ↑  Включає плей-оф кубка MLS і плей-оф А-ліги
3. ↑  Включає кубок США и чемпіонат Канади
4. ↑  Включає Кубок чемпіонів КОНКАКАФ и лігу чемпіонов КОНКАКАФ